# 처려근지
처려근지(處閭近支)는 고구려의 지방관직이다. 고구려 후기의 지방통치 구조인 대성, 중성, 소성 중 중성에 파견된 관직으로, 도사(道使)라고도 불렸다.